# WTA-toernooi van South Orange
Het WTA-toernooi van South Orange is een voormalig tennistoernooi voor vrouwen dat van 1946 tot en met 1977 plaatsvond in de Amerikaanse plaats South Orange. De officiële naam, Eastern Grass Court Championships, gaat terug tot 1927, gespeeld in Rye (New York) tot en met 1945.
De WTA organiseerde het toernooi, dat werd gespeeld op gras tot en met 1974, en daarna op gravel.
Er werd door een sterk variërend aantal (8 à 64) deelneemsters per jaar gestreden om de titel in het enkelspel, en door enkele paren om de dubbelspeltitel.

## Officiële namen
| 1927–1969 | Eastern Grass Court Championships |
| 1970      | Marlboro Open                     |
| 1971–1973 | Eastern Grass Court Championships |
| 1974      | Eastern Mediquik Masters          |
| 1975–1977 | Tennis Week Open                  |

## Meervoudig winnaressen enkelspel
| speelster                | aantal titels | in de jaren            |
| ------------------------ | ------------- | ---------------------- |
| Doris Hart               | 4             | 1949, 1950, 1952, 1953 |
| Billie Jean Moffitt-King | 3             | 1964, 1965, 1967       |
| Louise Brough            | 2             | 1948, 1954             |
| Althea Gibson            | 2             | 1956, 1958             |
| Karen Hantze             | 2             | 1960, 1961             |
| Margaret Smith           | 2             | 1962, 1963             |

## Enkel- en dubbelspeltitel in één jaar
| speelster           | in het jaar |
| ------------------- | ----------- |
| Margaret Osborne    | 1947        |
| Louise Brough       | 1948, 1954  |
| Doris Hart          | 1952, 1953  |
| Althea Gibson       | 1956, 1958  |
| Renée Schuurman     | 1959        |
| Karen Hantze        | 1960        |
| Margaret Smith      | 1962        |
| Billie Jean Moffitt | 1964        |
| Mary-Ann Eisel      | 1968        |
| Olga Morozova       | 1972        |
| Pam Teeguarden      | 1974        |

## Finales

### Enkelspel
| Datum             | Naam                              | Cat. | ($)    | Ondergrond     | Winnares            | Verliezend finaliste | Uitslag       |
| ----------------- | --------------------------------- | ---- | ------ | -------------- | ------------------- | -------------------- | ------------- |
| 1946-08-03        | Eastern Grass Court Championships |      |        | gras, buiten   | Shirley Fry         | Virginia Kovacs      | 6-4, 9-7      |
| 1947-08-02        | Eastern Grass Court Championships |      |        | gras, buiten   | Margaret Osborne    | Louise Brough        | 6-3, 4-6, 9-7 |
| 1948-08-07        | Eastern Grass Court Championships |      |        | gras, buiten   | Louise Brough       | Margaret duPont      | 6-3, 8-6      |
| 1949-08-01        | Eastern Grass Court Championships |      |        | gras, buiten   | Doris Hart          | Shirley Fry          | 6-3, 6-4      |
| 1950-07-31        | Eastern Grass Court Championships |      |        | gras, buiten   | Doris Hart          | Louise Brough        | 6-4, 9-7      |
| 1951-07-31        | Eastern Grass Court Championships |      |        | gras, buiten   | Patricia Todd       | Maureen Connolly     | 3-6, 6-4, 6-2 |
| 1952-08-04        | Eastern Grass Court Championships |      |        | gras, buiten   | Doris Hart          | Shirley Fry          | 6-1, 6-3      |
| 1953-08-02        | Eastern Grass Court Championships |      |        | gras, buiten   | Doris Hart          | Shirley Fry          | 6-3, 2-6, 6-2 |
| 1954-08-02        | Eastern Grass Court Championships |      |        | gras, buiten   | Louise Brough       | Margaret duPont      | 8-6, 6-2      |
| 1955-08-01        | Eastern Grass Court Championships |      |        | gras, buiten   | Barbara Davidson    | Barbara Breit        | 6-4, 1-6, 6-1 |
| 1956-08-06        | Eastern Grass Court Championships |      |        | gras, buiten   | Althea Gibson       | Louise Brough        | 6-1, 6-3      |
| 1957-08-05        | Eastern Grass Court Championships |      |        | gras, buiten   | Mary Ann Mitchell   | Jeanne Arth          | 7-5, 6-2      |
| 1958-08-04        | Eastern Grass Court Championships |      |        | gras, buiten   | Althea Gibson       | Sally Moore          | 9-7, 6-2      |
| 1959-08-03        | Eastern Grass Court Championships |      |        | gras, buiten   | Renée Schuurman     | Sandra Reynolds      | 6-4, 1-6, 6-1 |
| 1960-08-08        | Eastern Grass Court Championships |      |        | gras, buiten   | Karen Hantze        | Nancy Richey         | 6-1, 6-3      |
| 1961-08-07        | Eastern Grass Court Championships |      |        | gras, buiten   | Karen Hantze        | Edda Buding          | 6-2, 6-4      |
| 1962-07-31        | Eastern Grass Court Championships |      |        | gras, buiten   | Margaret Smith      | Karen Susman         | 6-3, 7-5      |
| 1963-07-29        | Eastern Grass Court Championships |      |        | gras, buiten   | Margaret Smith      | Darlene Hard         | 6-1, 6-1      |
| 1964-07-27        | Eastern Grass Court Championships |      |        | gras, buiten   | Billie Jean Moffitt | Nancy Richey         | 7-5, 3-6, 8-6 |
| 1965-07-26        | Eastern Grass Court Championships |      |        | gras, buiten   | Billie Jean Moffitt | Jane Albert          | 7-5, 6-3      |
| 1966-07-25        | Eastern Grass Court Championships |      |        | gras, buiten   | Donna Floyd Fales   | Rosie Casals         | 5-7, 6-3, 6-0 |
| 1967-07-31        | Eastern Grass Court Championships |      |        | gras, buiten   | Billie Jean King    | Kathleen Harter      | 4-6, 6-2, 6-3 |
| ↓ open tijdperk ↓ |                                   |      |        |                |                     |                      |               |
| 1968-07-29        | Eastern Grass Court Championships |      |        | gras, buiten   | Mary-Ann Eisel      | Kristy Pigeon        | 3-6, 6-1, 6-2 |
| 1969-07-28        | Eastern Grass Court Championships |      | 3.150  | gras, buiten   | Patti Hogan         | Kristy Pigeon        | 3-6, 6-3, 6-4 |
| 1970-08-24        | Marlboro Open                     |      |        | gras, buiten   | Kerry Melville      | Patti Hogan          | 7-6, 6-4      |
| 1971-08-23        | Eastern Grass Court Championships |      | 25.000 | gras, buiten   | Chris Evert         | Helen Gourlay        | 6-4, 6-0      |
| 1972-08-21        | Eastern Grass Court Championships |      |        | gras, buiten   | Olga Morozova       | Marina Krosjina      | 6-2, 6-7, 7-5 |
| 1973-08-20        | Eastern Grass Court Championships |      |        | gras, buiten   | Fiorella Bonicelli  | Lesley Bowrey        | 6-4, 7-5      |
| 1974-08-19        | Eastern Mediquik Masters          |      | 50.000 | gras, buiten   | Pam Teeguarden      | Dianne Fromholtz     | 7-5, 6-3      |
| 1975-08-18        | Tennis Week Open                  |      |        | gravel, buiten | Virginia Ruzici     | Mariana Simionescu   | 6-1, 6-1      |
| 1976-08-23        | Tennis Week Open                  |      | 60.000 | gravel, buiten | Marise Kruger       | Lea Antonoplis       | 6-3, 6-2      |
| 1977-08-??        | Tennis Week Open                  |      |        | gravel, buiten | Lindsey Beaven      | Renée Richards       | 1-6, 7-6, 6-1 |

### Dubbelspel
| Datum             | Naam                              | Cat. | ($)    | Ondergrond     | Winnaressen                       | Verliezend finalistes               | Uitslag         |
| ----------------- | --------------------------------- | ---- | ------ | -------------- | --------------------------------- | ----------------------------------- | --------------- |
| 1946-08-03        | Eastern Grass Court Championships |      |        | gras, buiten   | Mary Prentiss Patricia Todd       | Dorothy Head Phyllis Hunter         | 6-3, 5-7, 6-3   |
| 1947-08-02        | Eastern Grass Court Championships |      |        | gras, buiten   | Louise Brough Margaret Osborne    | Shirley Fry Barbara Krase           | 6-3, 6-1        |
| 1948-08-07        | Eastern Grass Court Championships |      |        | gras, buiten   | Louise Brough Margaret duPont     | Doris Hart Patricia Todd            | 6-2, 4-6, 6-4   |
| 1949-08-01        | Eastern Grass Court Championships |      |        | gras, buiten   | Gussie Moran Patricia Todd        | Shirley Fry Doris Hart              | 6-4, 3-6, 6-4   |
| 1950-07-31        | Eastern Grass Court Championships |      |        | gras, buiten   | Louise Brough Margaret duPont     | Shirley Fry Doris Hart              | 6-2, 7-5        |
| 1951-07-31        | Eastern Grass Court Championships |      |        | gras, buiten   | Shirley Fry Doris Hart            | Midge Buck Margaret Varner          | 6-0, 6-1        |
| 1952-08-04        | Eastern Grass Court Championships |      |        | gras, buiten   | Shirley Fry Doris Hart            | Louise Brough Maureen Connolly      | 6-3, 1-6, 6-3   |
| 1953-08-02        | Eastern Grass Court Championships |      |        | gras, buiten   | Shirley Fry Doris Hart            | Helen Fletcher Jean Rinkel-Quertier | 6-2, 6-4        |
| 1954-08-02        | Eastern Grass Court Championships |      |        | gras, buiten   | Louise Brough Margaret duPont     | Helen Fletcher Anne Shilcock        | 6-2, 6-2        |
| 1955-08-01        | Eastern Grass Court Championships |      |        | gras, buiten   | Barbara Breit Darlene Hard        | Althea Gibson Dorothy Knode         | 6-4, 10-8       |
| 1956-08-06        | Eastern Grass Court Championships |      |        | gras, buiten   | Althea Gibson Darlene Hard        | Janet Hopps Diane Wootton           | 6-2, 6-4        |
| 1957-08-05        | Eastern Grass Court Championships |      |        | gras, buiten   | Barbara Davidson Patricia Todd    | Janet Hopps Diane Wootton           | 6-1, 6-1        |
| 1958-08-04        | Eastern Grass Court Championships |      |        | gras, buiten   | Althea Gibson Sally Moore         | Karol Fageros Dorothy Knode         | 6-2, 6-1        |
| 1959-08-03        | Eastern Grass Court Championships |      |        | gras, buiten   | Sandra Reynolds Renée Schuurman   | Donna Floyd Belmar Gunderson        | 6-4, 1-6, 6-1   |
| 1960-08-08        | Eastern Grass Court Championships |      |        | gras, buiten   | Karen Hantze Janet Hopps          | Deidre Catt Ann Haydon              | 6-4, 6-3        |
| 1961-08-07        | Eastern Grass Court Championships |      |        | gras, buiten   | Margaret duPont Margaret Varner   | Karen Hantze Billie Jean Moffitt    | 6-4, 2-6, 6-2   |
| 1962-07-31        | Eastern Grass Court Championships |      |        | gras, buiten   | Justina Bricka Margaret Smith     | Billie Jean Moffitt Karen Susman    | 7-5, 6-4        |
| 1963-07-29        | Eastern Grass Court Championships |      |        | gras, buiten   | Maria Bueno Darlene Hard          | Robyn Ebbern Margaret Smith         | 7-5, 7-5        |
| 1964-07-27        | Eastern Grass Court Championships |      |        | gras, buiten   | Billie Jean Moffitt Karen Susman  | Carole Graebner Nancy Richey        | 3-6, 6-3, 6-4   |
| 1965-07-26        | Eastern Grass Court Championships |      |        | gras, buiten   | Justina Bricka Mary-Ann Eisel     | Kathy Blake Kathleen Harter         | 1-6, 6-3, 6-2   |
| 1966-07-25        | Eastern Grass Court Championships |      |        | gras, buiten   | Rosie Casals Billie Jean King     | Winnie Shaw Virginia Wade           | 15-13, 7-9, 7-5 |
| ↓ open tijdperk ↓ |                                   |      |        |                |                                   |                                     |                 |
| 1968-07-29        | Eastern Grass Court Championships |      |        | gras, buiten   | Mary-Ann Eisel Valerie Ziegenfuss | Tory Fretz Victoria Rogers          | 8-6, 8-6        |
| 1970-08-24        | Marlboro Open                     |      |        | gras, buiten   | Rosie Casals Virginia Wade        | Gail Chanfreau Françoise Dürr       | 6-3, 6-4        |
| 1972-08-21        | Eastern Grass Court Championships |      |        | gras, buiten   | Marina Krosjina Olga Morozova     | Carole Caldwell Patti Hogan         | 6-7, 6-2, 6-2   |
| 1974-08-19        | Eastern Mediquik Masters          |      | 50.000 | gras, buiten   | Ann Kiyomura Pam Teeguarden       | Kathleen Harter Marita Redondo      | 6-2, 6-0        |
| 1975-08-18        | Tennis Week Open                  |      |        | gravel, buiten | Kristien Shaw Greer Stevens       | Kathleen Harter Kathy May           | walk-over       |